# Балка Бермана
Балка Бермана або Беш-Коба (від крим. Beş Qoba, «П'ять печер») розташована в Севастополі, у південній частині Гераклейського півострова, за три кілометра на північний схід від мису Фіолент.
Витоки її перебувають за два кілометри на північний захід від висоти Гірної, звідки вона в північно-західному напрямку збігає до злиття з Фіолентовою балкою. Впадає в Юхарину балку за один кілометр від селища Буря. По ходу своєї течії балка вбирає в себе дрібніші балки, в число яких входять балки Монастирська і Солти.
З 7 вересня 2023 року місцевість передана до Бахчисарайського району Автономної Республіки Крим.

## Назва
Названа від власника місцевого хутора Семена Кателевича Бермана, який займався скотарством. В міському архіві зберігся запис від 27 квітня 1901 року про те, що він вніс плату за використання пасовища Георгіївському монастирю, який володів місцевими землями.
За іншою версією назва могла піти від Бермана Г.К. або Г.Н., про яких немає точних відомостей. Це міг бути Берман Герш Кальманов (Сруль Герш Кальманов), севастопольський купець, власник хутрового магазину та майстерні з виведення плям.
На картах назва з'являється у 1886 році.
Збережені рештки садиби Бермана.

## Історія
У 1980 році розкопаний курган з похованнями кемі-обинської, кизил-кобинської та зрубної культур.
У балці знайдена одна з найкраще збережених херсонеських хор, яка існувала з IV ст. до н.е. по XIV ст. н.е. Першу згадку про неї залишив академік Петер-Симон Паллас у «Спостереженнях» 1793 року. Проте перші дослідження почались лише у 1928 під керівництвом директора херсонеського музею, археолога Костянтина Гриневича, які незабаром були вимушені перерватись. Розкопки поновились з 1984 року під керівництвом Галини Миколаєнко. В 2013 році місцева хора занесена у список Всесвітньої спадщини ЮНЕСКО.
Знайдені залишки кількох будівель, численні виноробні, потужні оборонні стіни, підземні печери більш пізнього періоду та римський водопровід. 
Від самого заснування Севастополя це було місце для влаштування хуторів (свого часу хутір тут мали Федір Ушаков, адмірал Павло Пустошкін, згадується хутори деяких Барнасуса и Разакі).
Зараз у балці розташовані 14 дачних кооперативів, існують природні території та лісопосадки. 

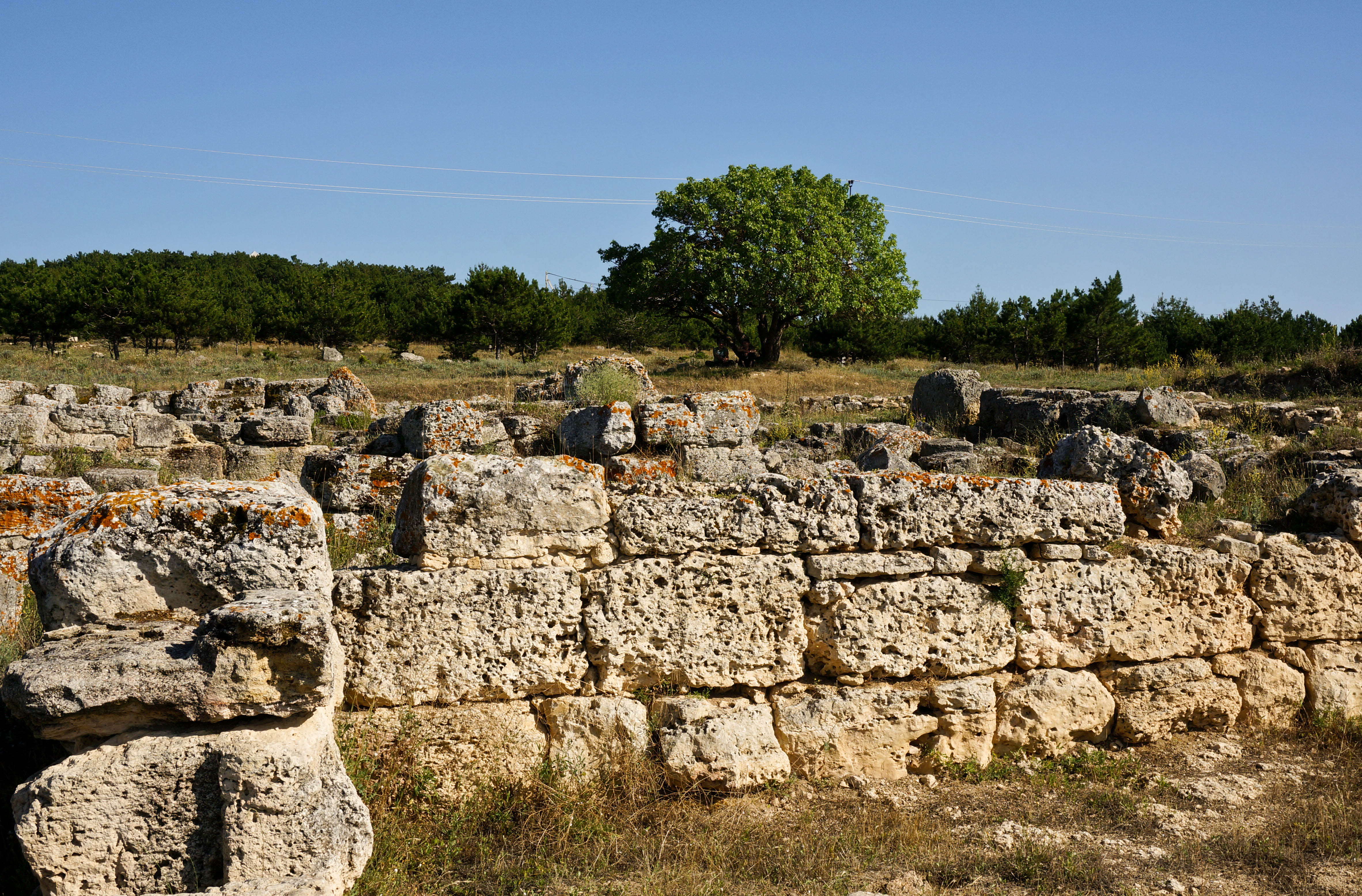
херсонеська хора
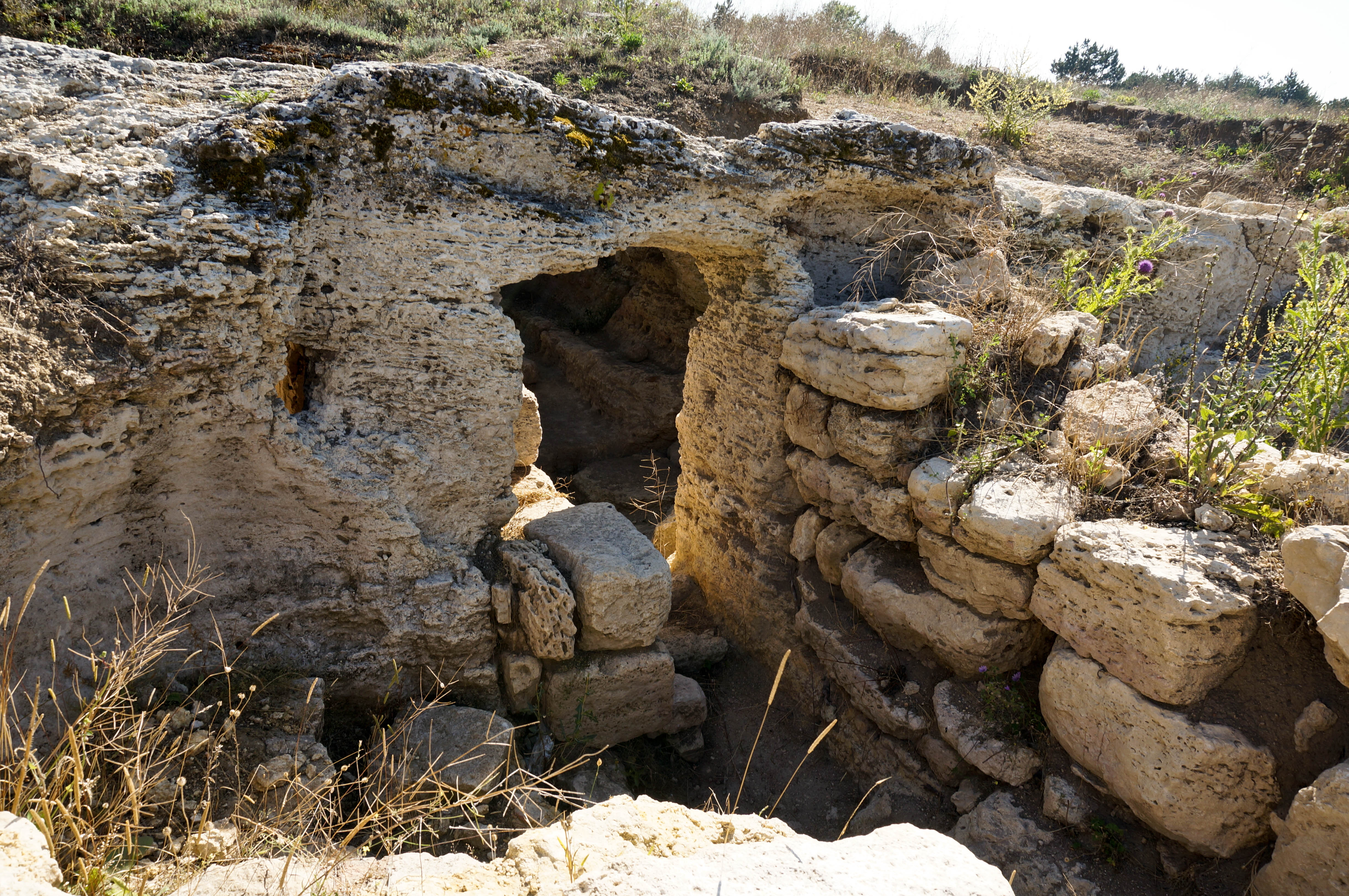
херсонеська хора
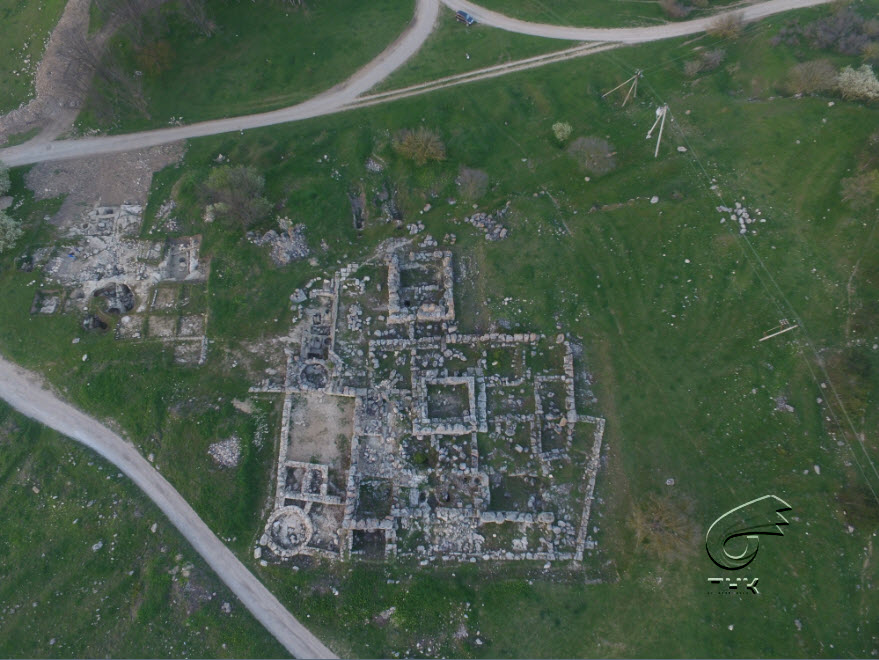
вигляд з повітря